# ひらがな推し
『ひらがな推し』（ひらがなおし）は、2018年4月9日から2019年4月1日まで毎週月曜 1:05 - 1:35（日曜深夜）にテレビ東京で放送されていたけやき坂46の初冠バラエティ番組である。けやき坂46のグループ名の改名に伴い、出演者名も日向坂46に更新。

## 概要
けやき坂46（現：日向坂46）の初冠番組。2018年3月、放送予定が発表され、2018年4月9日からテレビ東京で放送開始。テレビ東京では、毎週月曜0時からは坂道シリーズの冠番組が、約1時間半にわたって3本続くことになる。
1クール限定の放送ではなく、『乃木坂工事中』（テレビ愛知制作）、『欅って、書けない?』のように恒常的に放送する。
第5回からは一部の回において、本編の企画に加えて番組終盤に楽曲のスタジオライブ映像が挿入される。また第13回〜第17回は、アルバム「走り出す瞬間」の東名阪ツアーの映像が、各回1曲分ずつ放送された。
2018年7月2日、番組初の特番となる拡大1時間SPを放送。
グループ改名を経て2019年4月1日放送をもって終了。翌週8日から後継番組『日向坂で会いましょう』にリニューアル。
2021年2月15日、『日向坂で会いましょう』内で当番組のBlu-ray発売が発表、同年3月31日に全5タイトルが発売。
2021年11月15日、『日向坂で会いましょう』内で当番組のBlu-ray第2弾発売が発表、2022年1月1日に全5タイトルが発売。

## 経緯
運営スタッフ側から制作側に話したのは、「けやき坂46で『乃木坂って、どこ?』みたいな番組を作りたい、『乃木どこ』の空気感や世界観をけやき坂46でやりたい」ということだった。坂道シリーズ3番組のプロデューサーである長尾真は、自分たちが作っている番組が、グループにとってのカタログになり、いろいろな外の仕事に繋がっていくことがベストと語っている。オードリーをMCとして起用した理由は、「『乃木坂工事中』『欅って、書けない?』との関係性を重視し、合同で特番をやった時に相性がよい」「男子校出身で若い女の子との絡みが苦手なオードリーを面白がる」「オードリーと仕事をしたいというスタッフが多い」ということであったが、忙しい2人なのでダメ元でオファーをしたところほぼ二つ返事でOKが出た。もっとも仕事は事務所が決めたものであり、オードリー自身には決定事項として伝えられた。
スタッフは、メンバーは明るくて前向きな人が多く、アンケートもビッシリ書いてきて、収録後に質問をしてくる人が多いと評価している。
番組初期は、オードリーが大人数の女の子相手に人見知りしている雰囲気があったが、共演者の魅力を引き出すことがうまい若林によって個々の特性が引き出され、番組のグルーヴ感は増していった。
「男子校のノリでやっているオードリーやスタッフのところへ、隣の女子校のようなメンバーが絡んで合同で行事をやる」のような関係がうまくはまったと長尾プロデューサーは語っている。ポップカルチャーのライターであるヒコも、スタッフのオードリーへの愛情は異常としたうえで、『ひらがな推し』は男子校出身のオードリーの青春のやり直しであり、メンバーの「奇声を上げる」「踊り出す」「誰が好きかで盛り上がる」など女子校マインドのあふれるノリもあわせ、男子校と女子校の邂逅が『ひらがな推し』の根底に流れていると評している。
第34－35回「オードリーとの距離をもっと縮めよう!」で、メンバーとオードリーの距離が本当に縮まり、メンバーがやりやすくなったようだと、白野勝利ディレクターは語っている。
春日俊彰バースデー企画として行われた第43回「『へのつっぱりはいらんですよ! 』キン肉マンを習得しよう!」は男子校のノリの極致であったが、作者のゆでたまごの原作担当である嶋田隆司にTwitterでツイートされ、2019年3月7日に発売された『キン肉マン』（集英社）第66巻の帯となった。この回でMVPとなった松田好花は、2019年5月20日発売の『週刊プレイボーイ』で、“キン肉マンに詳しすぎるアイドル”としてインタビュー記事が掲載された。
日向坂46のバラエティ力が著しく開花した番組であり、加藤史帆は2020年9月に『あちこちオードリー～春日の店あいてますよ？～』（テレビ東京）にゲスト出演時、「私たちとオードリーさんが出会ったのは運命だった」とコメントしている。

## コーナー

### スナック眞緒
井口眞緒のスナックをみなとみらいで開きたいという妄想（第9回）から始まり、神奈川県横浜市のみなとみらいに「スナック眞緒」をオープンしたという設定で、メンバーの悩みなどを聞くコーナー。最後はマスターによる五・七・五の「しめの一言」で盛り上がって営業終了となる。

### 登場人物
- 眞緒ママ - 井口眞緒[19][20]
- 愛萌（バイト店員）- 宮田愛萌[21]
- マスター（おさむ）- 春日俊彰[19]
- ワカちゃん（常連客）- 若林正恭[19]

### 各話リスト
| 回 | 放送日         | サブタイトル                            | 悩みメンバー | 悩み                                           | 備考 |
| -- | -------------- | --------------------------------------- | ------------ | ---------------------------------------------- | --- |
| 1  | 2018年 9月24日 | 第1夜「モノマネレパートリーはナナメ上」 | 富田鈴花     | モノマネ芸人を目指すのはアリかナシか?          | |
| 1  | 2018年 9月24日 | 第2夜「ぶりっ子は最上級の褒め言葉」     | 柿崎芽実     | メンバーからぶりっ子扱いされる                 | |
| 1  | 2018年 9月24日 | 第3夜「恋の予感 突然のバイバイ」        | 河田陽菜     | テレビの前で本当の自分が出せない               | |
| 2  | 10月22日       | 第4夜「私、お寿司しかない…?」           | 金村美玖     | 自分のキャラが確立出来ない                     | 第5夜では、学力テスト企画のセットチェンジ中にオードリーがクイズを出し合いイチャイチャする様子のVTRが流された。 |
| 2  | 10月22日       | 第5夜「バカな私はキライですか?」        | 高本彩花     | バカの称号を背負って生きるのが辛い             | 第5夜では、学力テスト企画のセットチェンジ中にオードリーがクイズを出し合いイチャイチャする様子のVTRが流された。 |
| 2  | 10月22日       | 第6夜「納豆からの卒業」                 | 松田好花     | 自分のキャッチフレーズを変えたい               | 第5夜では、学力テスト企画のセットチェンジ中にオードリーがクイズを出し合いイチャイチャする様子のVTRが流された。 |
| 3  | 11月19日       | 第7夜「必殺!メロメロテクニック」        | 渡邉美穂     | 握手会でファンをメロメロにさせたい             | 第8夜では、マスターの名前が「おさむ」（マスター曰く通り名）という事実が判明した。                              |
| 3  | 11月19日       | 第8夜「短所と長所は紙一重」             | 潮紗理菜     | コレといった特技が見つからない                 | 第8夜では、マスターの名前が「おさむ」（マスター曰く通り名）という事実が判明した。                              |
| 3  | 11月19日       | 第9夜「マグロ!新春放送?」               | 佐々木美玲   | 釣りたいのに、釣れない                         | 第8夜では、マスターの名前が「おさむ」（マスター曰く通り名）という事実が判明した。                              |
| 4  | 12月10日       | 第10夜「苦しみますパーティー」          | 濱岸ひより   | 美味しいゲテモノ料理を紹介して欲しい           | |
| 4  | 12月10日       | 第11夜「毛布をかける天才」              | 小坂菜緒     | クールなのは見た目だけど気付いて欲しい         | |
| 4  | 12月10日       | 第12夜「靴が欲しくて、冬」              | 齊藤京子     | お気に入りの靴を超える靴を探しても見つからない | |
| 5  | 2019年 2月18日 | 第13夜「好きなのに…」                   | 高瀬愛奈     | 好きな人が私の気持ちに気づいてくれない         | |
| 5  | 2019年 2月18日 | 第14夜「めいめい、犬を飼う。」          | 東村芽依     | 1人暮らしした時のオススメの犬を教えて欲しい    | |
| 5  | 2019年 2月18日 | 第15夜「個性的だから…」                 | 加藤史帆     | へにょへにょした喋り方を直したい               | |
| 6  | 3月11日        | 第16夜「感動の味」                      | 丹生明里     | いつもテレビで観ている罰ゲームを受けてみたい   | 最終章では、ワカちゃんが突然の転勤でアメリカ西海岸に行くことになったことが判明した。                           |
| 6  | 3月11日        | 第17夜「己の限界」                      | 佐々木久美   | 自分の辛さの限界を知りたい                     | 最終章では、ワカちゃんが突然の転勤でアメリカ西海岸に行くことになったことが判明した。                           |
| 6  | 3月11日        | 最終章「I'll be back」                  | -            |                                                | 最終章では、ワカちゃんが突然の転勤でアメリカ西海岸に行くことになったことが判明した。                           |

## 企画
ヒット祈願
日向坂46のシングルおよびアルバム作品が発売された際、ヒットを祈願するため、けやき坂46（日向坂46）メンバーが様々な挑戦を行った。なお、2ndシングル以降のヒット祈願は『日向坂で会いましょう』にて行われている。
|          | 放送日                        | 回          | ヒット祈願内容                                                             |
| -------- | ----------------------------- | ----------- | -------------------------------------------------------------------------- |
| アルバム | 2018年 6月18日 6月25日        | #10 #11     | みなかみバンジー（群馬県みなかみ町）で19人全員がバンジージャンプを試みた。 |
| 1st      | 2019年 3月18日 3月25日 4月1日 | #48 #49 #50 | 都内某所から静岡県の三嶋大社まで約120kmを2日間かけて、駅伝形式で走った。   |

## 出演者

### レギュラー
放送終了（2019年4月1日）時点
- MC
  - オードリー（若林正恭、春日俊彰）[22]
- 日向坂46（旧：けやき坂46）[注 8][23]
  - 1期生：井口眞緒、潮紗理菜、柿崎芽実、影山優佳[注 9]、加藤史帆、齊藤京子、佐々木久美、佐々木美玲、高瀬愛奈、高本彩花、東村芽依
  - 2期生：金村美玖、河田陽菜、小坂菜緒、富田鈴花、丹生明里、濱岸ひより、松田好花、宮田愛萌、渡邉美穂
  - 3期生：上村ひなの

### ゲスト
- 木本景子 - 第8回「春日に挑戦! 特技バトル!! 後編」内の百人一首対決で、読み手として出演[24]。
- どきどきキャンプ - 第10回、第11回「1stアルバム発売記念!バンジージャンプでヒット祈願!」のMCとして出演[25][26]、第48回から第50回「日向坂46 デビューシングルヒット祈願 120km駅伝の全記録をみんなで見よう!」にてVTR出演[† 11][† 12][† 13]。
- 頃安祐良 - 第21回「未来の芥川賞作家を探せ! 書き出し王決定戦!」に出演[27]。最優秀作品に選ばれた加藤史帆の「きくちゃんの愉快な旅」の映像化に協力[27]。
- 井上真紀 - 第29回「チーム対抗!! 3分リレークッキング! 前半戦」にフードコーディネーターとして出演[28]。
- 濱口善幸 - 第38回「新春! けやき坂46! 2019年一番運が良いのは誰だランキング」に占い師として出演[† 14]。

## 放送時間
| 放送期間                    | 放送日時                     | 放送局     | 対象地域   | 備考 |
| --------------------------- | ---------------------------- | ---------- | ---------- | ---- |
| 2018年4月9日 - 2019年4月1日 | 月曜 1:05 - 1:35（日曜深夜） | テレビ東京 | 関東広域圏 |      |

## 放送日程
全50回およびスタジオライブがBlu-ray化された。

### 2018年
| 回 | 放送日   | 放送内容                                                                                       | スタジオライブ                                                                                            | 備考                          |
| -- | -------- | ---------------------------------------------------------------------------------------------- | --- | ----------------------------- |
| 1  | 4月9日   | 春日プレゼンツ! 丸暗記メンバープロフィール紹介（1期生）                                        | - | [ 注 10 ]                     |
| 2  | 4月16日  | 春日プレゼンツ! 丸暗記メンバープロフィール紹介（1期生）                                        | - |                               |
| 3  | 4月23日  | 団結力UPを目指せ! 若林と以心伝心ゲーム 春日プレゼンツ! 丸暗記メンバープロフィール紹介（2期生） | - |                               |
| 4  | 4月30日  | 春日プレゼンツ! 丸暗記メンバープロフィール紹介（2期生） 若林と大縄跳びで一致団結!              | - |                               |
| 5  | 5月7日   | けやき坂46 結成2周年記念 抜き打ちカバンの中身チェック! 前編                                    | 「イマニミテイロ」                                                                                        |                               |
| 6  | 5月14日  | けやき坂46 結成2周年記念 抜き打ちカバンの中身チェック! 後編                                    | 「半分の記憶」                                                                                            |                               |
| 7  | 5月21日  | 春日に挑戦! 特技バトル!! 前編                                                                  | 「永遠の白線」                                                                                            |                               |
| 8  | 5月28日  | 春日に挑戦! 特技バトル!! 後編                                                                  | 「NO WAR in the future」                                                                                  | [ 注 11 ]                     |
| 9  | 6月4日   | 妄想みらいヒストリー                                                                           | 「ひらがなで恋したい」                                                                                    | [ 注 12 ]                     |
| -  | 6月11日  | 放送休止                                                                                       | - | [ 注 13 ]                     |
| 10 | 6月18日  | 1stアルバム発売記念! バンジージャンプでヒット祈願!                                             | - | [ 注 14 ]                     |
| 11 | 6月25日  | 1stアルバム発売記念! バンジージャンプでヒット祈願!                                             | - | [ 注 14 ]                     |
| 12 | 7月2日   | けやき坂46 ヤングVSアダルト バラエティゲームバトル                                             | 「期待していない自分」                                                                                    | [ 注 15 ] [ 注 16 ] [ 注 17 ] |
| 13 | 7月9日   | けやき坂46の世界一やりたい授業                                                                 | 「期待していない自分」（走り出す瞬間ツアーより）                                                          | [ 注 16 ]                     |
| 14 | 7月16日  | さらなる魅力を引き出せ! 家族アンケート 前半戦                                                  | 「ひらがなで恋したい」（走り出す瞬間ツアーより）                                                          | [ 注 16 ]                     |
| 15 | 7月23日  | さらなる魅力を引き出せ! 家族アンケート 後半戦                                                  | 「NO WAR in the future」（走り出す瞬間ツアーより）                                                        | [ 注 16 ]                     |
| 16 | 7月30日  | ドキッ! ひらがなだらけの爆笑大喜利大会! 前半戦                                                 | 「約束の卵」（走り出す瞬間ツアーより）                                                                    | [ 注 18 ]                     |
| 17 | 8月6日   | ドキッ! ひらがなだらけの爆笑大喜利大会! 後半戦                                                 | 「誰よりも高く跳べ!」（走り出す瞬間ツアーより）                                                           | [ 注 18 ]                     |
| 18 | 8月13日  | 1期生VS2期生 運動能力バトル! 前半戦                                                            | 「ハッピーオーラ 」                                                                                       | [ 注 19 ]                     |
| 19 | 8月20日  | 1期生VS2期生 運動能力バトル! 後半戦                                                            | 「おいで夏の境界線」                                                                                      |                               |
| 20 | 8月27日  | 未来の芥川賞作家を探せ! 書き出し王決定戦! 前半戦                                               | 「未熟な怒り」                                                                                            |                               |
| 21 | 9月3日   | 未来の芥川賞作家を探せ! 書き出し王決定戦! 後半戦                                               | 「居心地悪く、大人になった」                                                                              |                               |
| 22 | 9月10日  | けやき坂46 学力テスト! 前半戦                                                                  | 「男友達だから」                                                                                          |                               |
| 23 | 9月17日  | けやき坂46 学力テスト! 後半戦                                                                  | 「わずかな光」                                                                                            |                               |
| 24 | 9月24日  | あなたのお悩み解決します!「スナック眞緒」開店!                                                 | 「こんな整列を誰がさせるのか？」                                                                          |                               |
| 25 | 10月1日  | けやき坂46 なんでもランキング!（1）                                                            | 「最前列へ」                                                                                              |                               |
| 26 | 10月8日  | けやき坂46 なんでもランキング!（2）                                                            | 「三輪車に乗りたい」                                                                                      |                               |
| 27 | 10月15日 | けやき坂46 なんでもランキング!（3）                                                            | 「夏色のミュール」                                                                                        |                               |
| 28 | 10月22日 | あなたのお悩み解決します!「スナック眞緒」第2弾                                                 | 「線香花火が消えるまで」                                                                                  |                               |
| 29 | 10月29日 | チーム対抗!! 3分リレークッキング! 前半戦                                                       | 「ハロウィンのカボチャが割れた」                                                                          |                               |
| 30 | 11月5日  | チーム対抗!! 3分リレークッキング! 後半戦                                                       | 「キレイになりたい」                                                                                      |                               |
| 31 | 11月12日 | けやき坂46 絵心ミュージアム                                                                    | 「ノックをするな!」                                                                                       |                               |
| 32 | 11月19日 | あなたのお悩み解決します!「スナック眞緒」第3弾                                                 | 「割れないシャボン玉」                                                                                    |                               |
| 33 | 11月26日 | オードリーとの距離をもっと縮めよう! 前編                                                       | 「車輪が軋むように君が泣く」                                                                              |                               |
| 34 | 12月3日  | オードリーとの距離をもっと縮めよう! 後編                                                       | 「JOYFUL LOVE」                                                                                           |                               |
| 35 | 12月10日 | あなたのお悩み解決します!「スナック眞緒」〜クリスマスVer.〜                                    | 「約束の卵」                                                                                              |                               |
| 36 | 12月17日 | けやき坂46 ぶりっこ選手権! 前半戦 けやき坂46 3期生メンバーお披露目                             | - |                               |
| 37 | 12月24日 | けやき坂46 ぶりっこ選手権! 後半戦                                                              | 「ハッピーオーラ」（ひらがなくりすます2018より） 「君に話しておきたいこと」（ひらがなくりすます2018より） |                               |

### 2019年
| 回 | 放送日  | 放送内容 | スタジオライブ | 備考      |
| -- | ------- | --- | -------------- | --------- |
| 38 | 1月7日  | 新春! けやき坂46! 2019年一番運が良いのは誰だランキング                                                            | -              | [ 注 20 ] |
| 39 | 1月14日 | 成人vs未成年 大人力対決!! 前半戦                                                                                  | -              |           |
| 40 | 1月21日 | 成人vs未成年 大人力対決!! 後半戦                                                                                  | -              |           |
| 41 | 1月28日 | ひらがなメンバー初めての企画プレゼンを皆で何とか成功させよう!                                                     | -              |           |
| 42 | 2月4日  | 唯一の3期生 上村ひなのの事をみんなでもっと知ろう!                                                                 | -              |           |
| 43 | 2月11日 | 「へのつっぱりはいらんですよ!」キン肉マンを習得しよう!                                                            | -              |           |
| 44 | 2月18日 | あなたのお悩み解決します!「スナック眞緒」第5弾                                                                    | -              |           |
| 45 | 2月25日 | 松田好花プレゼンツ! ひらがな がっきょくうんどうかい 前半戦                                                        | -              |           |
| 46 | 3月4日  | 松田好花プレゼンツ! ひらがな がっきょくうんどうかい 後半戦                                                        | -              |           |
| 47 | 3月11日 | 日向坂46 デビューシングルヒット祈願!あなたのお悩み解決します!「スナック眞緒」第6弾                                | -              |           |
| 48 | 3月18日 | 日向坂46 デビューシングルヒット祈願 120km駅伝の全記録をみんなで見よう! 前半                                       | -              |           |
| 49 | 3月25日 | 日向坂46 デビューシングルヒット祈願 120km駅伝の全記録をみんなで見よう! 後半                                       | -              |           |
| 50 | 4月1日  | 日向坂46 デビューシングルヒット祈願 120km駅伝の全記録をみんなで見よう! 完結編日向坂46デビューカウントダウンライブ | 「キュン」     |           |

## スタッフ
- 企画：秋元康[30]
- ナレーター：阿座上洋平[33]
- 構成：町田裕章、安部裕之、あないかずひさ、清山智之[30]
- SW：神尾淳[30]
- CAM：羽鳥慎一郎[30]
- 音声：谷口健二[30]
- 照明：根建勝広[30]
- 美術：矢野雄一郎[30]
- アクリル装飾：國母淳一[30]
- 大道具：畠山茂、石井一之介[30]
- 電飾：下地邦弥[30]
- アレンジ：安藤岳[30]
- メイク：野口美礼[30]
- 音効：吉田達朗[30]
- 編集：林芳宗[30]
- MA：長谷川麻衣[30]
- 撮影協力：SWISH JAPAN、IMAGICA、プログレッソ、アートメイクトキ[30]
- 美術協力：フジアール[30]
- 協力：Y&N Brothers[30]
- AD：上岡瑞季、中村有希[34]
- AP：星屋沙希、松ヶ平杏奈[34]
- ディレクター：白野勝敏、関谷司、倉橋雄亮、大石橋健太[34]
- プロデューサー：今野義雄、佐野弘明、長尾真[34]
- 制作協力：K-max[34]
- 制作：Seed & Flower合同会社[34]

過去のスタッフ
- MA：秋山栄美子[30]
- AD：川島未幸、吉髙鈴音[30]

## 関連グッズ
| リリース日    | タイトル                                      | レーベル     | 規格品番 JANコード        | 収録回                 | 特典映像1  | 特典映像2 座談会                        | 特典映像3 スタジオライブ                                                                        |
| ------------- | --------------------------------------------- | ------------ | ------------------------- | ---------------------- | ---------- | --------------------------------------- | ----------------------------------------------------------------------------------------------- |
| 2021年3月31日 | としちゃんと愉快な仲間たち編 （加藤史帆）     | Sony Records | SRXW-34 EAN 4547366499780 | #10 #11 #20 #21 #44    | 未公開映像 | 加藤史帆 高瀬愛奈 渡邉美穂              | #18「ハッピーオーラ」 #22「男友達だから」 #31「ノックをするな！」                               |
| 2021年3月31日 | 京子さん、何してんですか編 （齊藤京子）       | Sony Records | SRXW-35 EAN 4547366499803 | #22 #23 #29 #30 #31    | 未公開映像 | 影山優佳 齊藤京子 河田陽菜 濱岸ひより   | #8「NO WAR in the future」 #21「居心地悪く、大人になった」                                      |
| 2021年3月31日 | 日向のバラエティ女王誕生編 （佐々木久美）     | Sony Records | SRXW-36 EAN 4547366499810 | #16 #17 #25 #26 #27    | 未公開映像 | 佐々木久美 東村芽依 丹生明里 上村ひなの | #5「イマニミテイロ」 #7「永遠の白線」                                                           |
| 2021年3月31日 | パンの鉄砲を撃ちますよ編 （佐々木美玲）       | Sony Records | SRXW-37 EAN 4547366499797 | #7 #8 #12 #13          | 未公開映像 | 潮紗理菜 佐々木美鈴 富田鈴花            | #12「期待していない自分」 #23「わずかな光」 #26「三輪車に乗りたい」                             |
| 2021年3月31日 | あだ名がおたけになりました編 （高本彩花）     | Sony Records | SRXW-38 EAN 4547366499773 | #1 #2 #28 #33 #34      | 未公開映像 | 高本彩花 金村美玖 小坂菜緒 松田好花     | #17「おいで夏の境界線」 #24「こんな整列を誰がさせるのか？」 #29「ハロウィンのカボチャが割れた」 |
| 2022年1月1日  | 初ガツオを推すしかない編 （金村美玖）         | Sony Records | SRXW-45 EAN 4547366540796 | #3 #14 #15 #38 #39 #40 | 未公開映像 | 潮紗理菜 高本彩花 金村美玖 河田陽菜     | #25「最前列へ」 #32「割れないシャボン玉」 #33「車輪が軋むように君が泣く」                       |
| 2022年1月1日  | 好きな人いるの？ニブだよ編 （丹生明里）       | Sony Records | SRXW-46 EAN 4547366540772 | #9 #24 #36 #37 #47     | 未公開映像 | 影山優佳 富田鈴花 丹生明里 宮田愛萌     | #30「キレイになりたい」 #35「約束の卵」                                                         |
| 2022年1月1日  | ヘビーリトルトゥース誕生編 （松田好花）       | Sony Records | SRXW-47 EAN 4547366540765 | #35 #41 #43 #45 #46    | 未公開映像 | 齊藤京子 濱岸ひより 松田好花            | #6「半分の記憶」 #28「線香花火が消えるまで」                                                    |
| 2022年1月1日  | 埼玉と春日が生んだ怒涛の起爆剤編 （渡邉美穂） | Sony Records | SRXW-48 EAN 4547366540789 | #4 #5 #6 #18 #19 #32   | 未公開映像 | 佐々木美玲 高瀬愛奈 東村芽依 渡邉美穂   | #9「ひらがなで恋したい」 #20「未熟な怒り」 #27「夏色のミュール」                                |
| 2022年1月1日  | いつでもどこでも変化球編 （上村ひなの）       | Sony Records | SRXW-49 EAN 4547366540758 | #42 #47 #48 #49 #50    | 未公開映像 | 加藤史帆 佐々木久美 上村ひなの          | #34「JOYFUL LOVE」 #50「キュン」                                                                |